# Krešimir Pavelić (znanstvenik)
Krešimir Pavelić (Slavonski Brod, 19. srpnja 1952.) je hrvatski znanstvenik u području biomedicine i zdravstva, polju temeljnih medicinskih znanosti. Bavi se molekularnom biologijom te istraživanjem raka. Obnašao je dužnost glavnog tajnika Europske organizacije za molekularnu biologiju (EMBO) te je bio voditelj Nacionalnog programa "Istraživanje raka". Njegov istraživački rad u području molekularne medicine fokusira na nasljedne karcinome. Zajedno sa svojim timom, već dugi niz godina istražuje prirodne proizvode i lijekove, kao i moguće primjene prirodnog minerala zeolit klinoptilolit.

## Životopis

### Obrazovanje
1975. godine završava Medicinski fakultet u Zagrebu i postaje doktor medicine. Iste godine upisuje magisterij znanosti u području biomedicine, koji završava 1977. i nastavlja studij na doktorskoj razini. 1979. godine stječe titulu doktora medicinskih znanosti na Medicinskom fakultetu u Zagrebu.

### Akademska karijera
Osamdesetih godina bavi se istraživanjem u području onkologije, mikrobiologije i dijabetesa u Zagrebu i New Yorku. Od 1982. do 1989. godine na Farmaceutsko-biokemijskom fakultetu Sveučilišta u Zagrebu predaje kolegij Anatomija i fiziologija, a 1990. godine kolegij Molekularna biologija. Zvanja znanstvenog suradnika, višeg znanstvenog suradnika i znanstvenog savjetnika stječe na Institutu Ruđer Bošković redom 1980., 1981. i 1985. godine. Od 1991. do 2007. godine provodi istraživanje na Institutu Ruđer Bošković u Zagrebu gdje osniva Zavod za molekularnu medicinu čiji je i predstojnik od 2003. Tamo je radio u području onkologije, genomike i proteomike.
2007. godine izabran je u zvanje redovitog profesora na Medicinskom fakultetu u Rijeci. Od 2008. godine je vršitelj dužnosti pročelnika, a od 2009. do 2015. godine je pročelnik Odjela za biotehnologiju Sveučilišta u Rijeci. Na istoj ustanovi 2012. godine izabran je u zvanje redovitog profesora u trajnom zvanju.
2018. godine napustio je Odjel za biotehnologiju i prešao na Sveučilište u Puli, gdje je u listopadu od strane rektora imenovan za vršitelja dužnosti dekana Medicinskog fakulteta. S obzirom na to da studij medicine na fakultetu nije pokrenut zbog izostanka dopusnice, Pavelić je angažiran u nastavi na studiju sestrinstva.

### Znanstveni i stručni rad
1994. godine Pavelić je sudjelovao u osnivanju mreže takozvanih banaka tumora u Istočnoj i Srednjoj Europi u sklopu projekta Establishment of the Eastern and Central European Human Tumor Bank . Od 1997. je voditelj Nacionalnog programa "Istraživanje raka"
Od 2011. godine do 2013. godine radio je na istraživanju lijekova za osteoporozu u suradnji s austrijskom kompanijom Panaceo International Active Mineral Production koje je rezultiralo patentom.

### Djelovanje tijekom pandemije virusa SARS-CoV-2 (zarazna bolest COVID-19)
Tijekom pandemije COVID-19 u Hrvatskoj, Pavelić je imao veći broj medijskih istupa u kojima je propitivao podrijetlo virusa SARS-CoV-2 i opravdanost cijepljenja. Zbog istupa je smijenjen s mjesta dekana, a sam tvrdi da je dao ostavku na to mjesto - rektor Sveučilišta u Puli Alfio Barbieri rekao je za Glas Istre kako nije točno kako je Krešimir Pavelić smijenjen s mjesta dekana Medicinskog fakulteta u Puli, nego je sam podnio ostavku kako njegovi stavovi ne bi potencijalno naštetili Sveučilištu, a za Pavelića je rekao kako se radi o vrhunskom znanstveniku. S obzirom na medijske napade na profesora dr. sc. Krešimira Pavelića, on je pokrenuo sudski spor, a koji je dobio - 24sata mu presudom suca, a radi rušenja ugleda i navođenja neistinitih tvrdnji, mora platiti odštetu u vrijednosti od 30 000 kn.

### Članstva
Dopisni je član Hrvatske akademije znanosti i umjetnosti od 1992. godine, a od 2002. godine je redovni član Europske organizacije za molekularnu biologiju (EMBO). Od 2008. do 2013. bio je glavni tajnik EMBO-a.

## Vanjske poveznice
- Tko je tko u hrvatskoj znanosti  Arhivirana inačica izvorne stranice od 4. ožujka 2016. (Wayback Machine)
- Hrvatska znanstvena bibliografija
- Detaljan životopis profesora Pavelića